# Kunihiko Yuyama
Kunihiko Yuyama (湯山 邦彦?, Yuyama Kunihiko; 15 ottobre 1952) è un regista giapponese.
Specializzato in anime, tra i suoi lavori più importanti figurano Leda, Il magico mondo di Gigì, Orange Road The Movie: ...e poi, l'inizio di quella estate... e Pokémon. Ha inoltre diretto numerosi film di Pokémon e diversi cortometraggi basati sull'anime omonimo.

## Filmografia

### Regista

#### Lungometraggi
- C'era una volta Windaria (Dôwa meita senshi Windaria) (1986)
- Apfelland monogatari (1992)
- Orange Road The Movie: ...e poi, l'inizio di quella estate... (Shin Kimagure Orenji Rôdo: Soshite, Ano Natsu no Hajimari) (1996)
- Slayers - L'eredità degli elfi (Sureiyāzu Ritān) (1996)
- Pokémon il film - Mewtwo contro Mew (Poketto Monsutā Myūtsū no Gyakushū) (1998)
- Pokémon 2 - La forza di uno (Gekijōban Poketto Monsutā Maboroshi no Pokemon Rugia Bakutan) (1999)
- Pokémon 3 - L'incantesimo degli Unown (Gekijōban Poketto Monsutā Kesshōtō no Teiō ENTEI) (2000)
- Pokémon 4Ever (Gekijōban Poketto Monsutā Serebii Toki o Koeta Deai) (2001)
- Pokémon Heroes (Gekijōban Poketto Monsutā Mizu no Miyako no Mamorigami Ratiasu to Ratiosu) (2002)
- Pokémon: Jirachi Wish Maker (Gekijōban Poketto Monsutā Adobansu Jenerēshon Nanayo no Negaiboshi Jirāchi) (2003)
- Pokémon: Destiny Deoxys (Gekijōban Poketto Monsutā Adobansu Jenerēshon Rekkū no Hōmonsha Deokishisu) (2004)
- Pokémon: Lucario e il mistero di Mew (Gekijōban Poketto Monsutā Adobansu Jenerēshon Myū to Hadō no Yūsha Rukario) (2005)
- Pokémon Ranger e il Tempio del Mare (Gekijōban Poketto Monsutā Adobansu Jenerēshon Pokemon Renjā to Umi no Ōji Manafi) (2006)
- Pokémon: L'ascesa di Darkrai (Gekijōban Poketto Monsutā Daiyamondo to Pāru Diaruga Tai Parukia Tai Dākurai) (2007)
- Pokémon: Giratina e il Guerriero dei Cieli (Gekijōban Poketto Monsutā Daiyamondo to Pāru Giratina to Sora no Hanataba Sheimi) (2008)
- Pokémon: Arceus e il Gioiello della Vita (Gekijōban Poketto Monsutā Daiyamondo & Pāru: Aruseusu Chōkoku no Jikū e) (2009)
- Pokémon: Il re delle illusioni Zoroark (Gekijōban Poketto Monsutā Daiyamondo & Pāru: Gen'ei no Hasha: Zoroāku) (2010)
- Il film Pokémon: Nero - Victini e Reshiram e Bianco - Victini e Zekrom (Gekijōban Poketto Monsutā Besuto Uisshu Bikutini to Shiroki Eiyū Reshiramu) (2011)
- Il film Pokémon - Kyurem e il solenne spadaccino (Gekijōban Poketto Monsutā Besuto Uisshu Kyuremu tai Seikenshi Kerudio) (2012)
- Il film Pokémon - Genesect e il risveglio della leggenda (Gekijōban Poketto Monsutā Besuto Uisshu! Shinsoku no Genosekuto – Myūtsū Kakusei) (2013)
- Il film Pokémon - Diancie e il bozzolo della distruzione (Gekijōban Poketto Monsutā Ekkusu Wai Hakai no Mayu to Dianshī) (2014)
- Il film Pokémon - Hoopa e lo scontro epocale (Gekijōban Poketto Monsutā Ekkusu Wai Ring no chōmajin Hoopa) (2015)
- Rudolf alla ricerca della felicità (Rudorufu to ippai attena) (2016)
- Il film Pokémon - Volcanion e la meraviglia meccanica (Pokemon Za Mūbī XY&Z borukenion to karakuri no magiana) (2016)
- Il film Pokémon - Scelgo te! (Gekijōban Poketto Monsutā Kimi ni kimeta!) (2017)

#### Cortometraggi
- Le vacanze di Pikachu (Poketto Monsutā Myūtsū no Gyakushū) (1998)
- Pikachu: Il salvataggio (Gekijōban Poketto Monsutā Maboroshi no Pokemon Rugia Bakutan) (1999)
- Pikachu & Pichu (2000)
- Il campeggio di Pikachu (2002)
- Gotta Dance! (2003)
- Pokémon 3D Adventure: Myu o Sagase! (2005)
- Pikachû no obake kânibaru (2005)
- Pikachu's Ocean Adventure (2006)
- Pikachu's Naughty Island (2006)
- Pokemon fushigi no dungeon: Shutsudo Pokémon kyujotai ganbarus! (2006)
- Pikachû no tanken kurabu (2007)
- Pokémon Mystery Dungeon: Esploratori del Tempo e dell'Oscurità (2007)
- Pikachu's Ice Adventure (2008)
- Pikachû no fushigina fushigina daibôken (2010)
- Utae Meroetta: Rinka Nomi o Sagase (2012)
- La serenata di Meloetta (2012)
- Eevee e i suoi amici (2013)

#### Serie televisive
- Addio Giuseppina! (1979)
- Don Chisciotte (1980)
- Baldios - Il guerriero dello spazio (episodio 21, 1980)
- Gotriniton (1981)
- Il magico mondo di Gigì (8 episodi, 1982-1983)
- Puraresu Sanshirô (5 episodi, 1983-1984)
- D'Artagnan e i moschettieri del re (1987)
- Viaggiando nel tempo (1989)

#### OAV
- Leda (1985)
- Sengoku majin GoShogun: Toki no Étranger (1985)
- D'Artagnan e i moschettieri del re - La grande avventura di Aramis (1989)
- Slow Step (1991)
- Ushio e Tora (1992)
- Ushio e Tora Comical Deformed Theatre (1993)